# 1547 w polityce

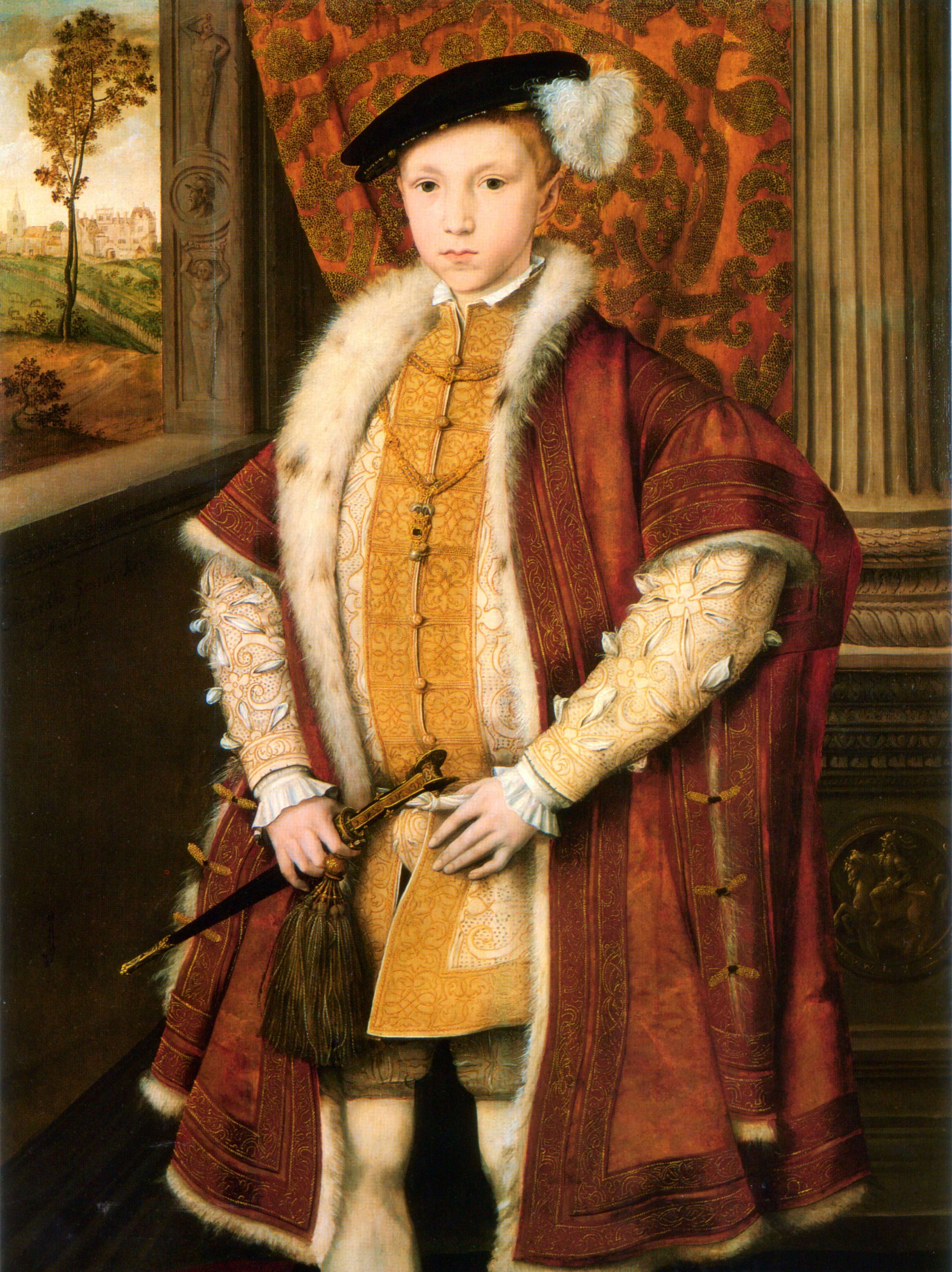
Edward VI Tudor

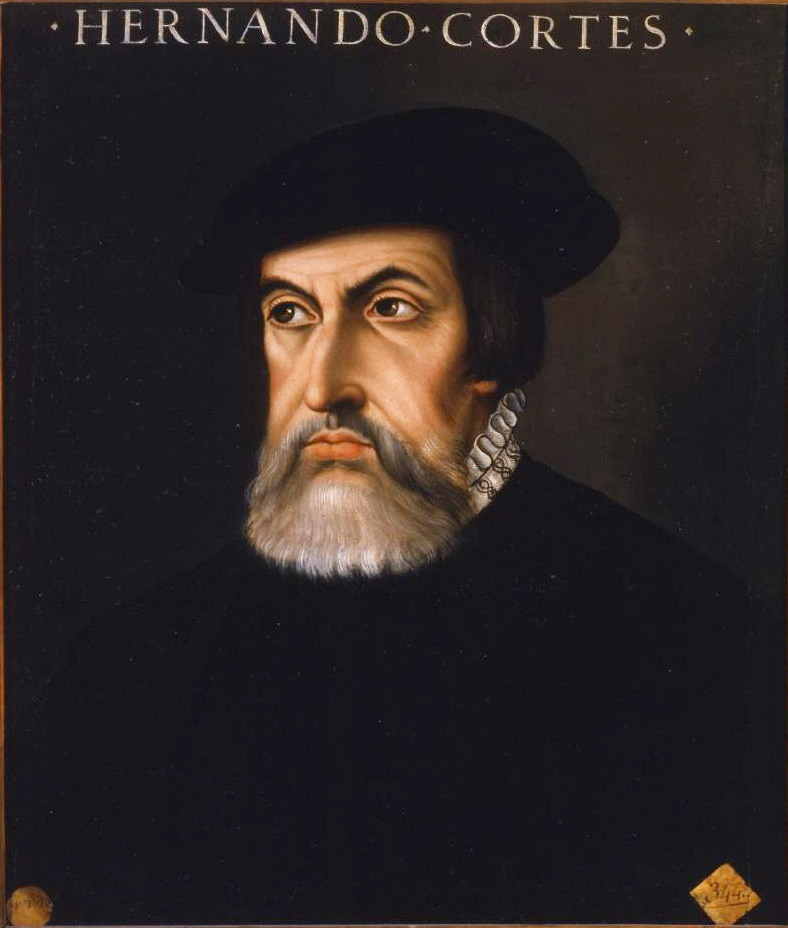
Hernán Cortés

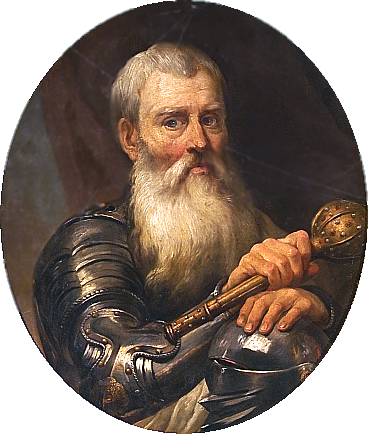
Marcello Bacciarelli, Portret Krzysztofa Radziwiłła "Pioruna"

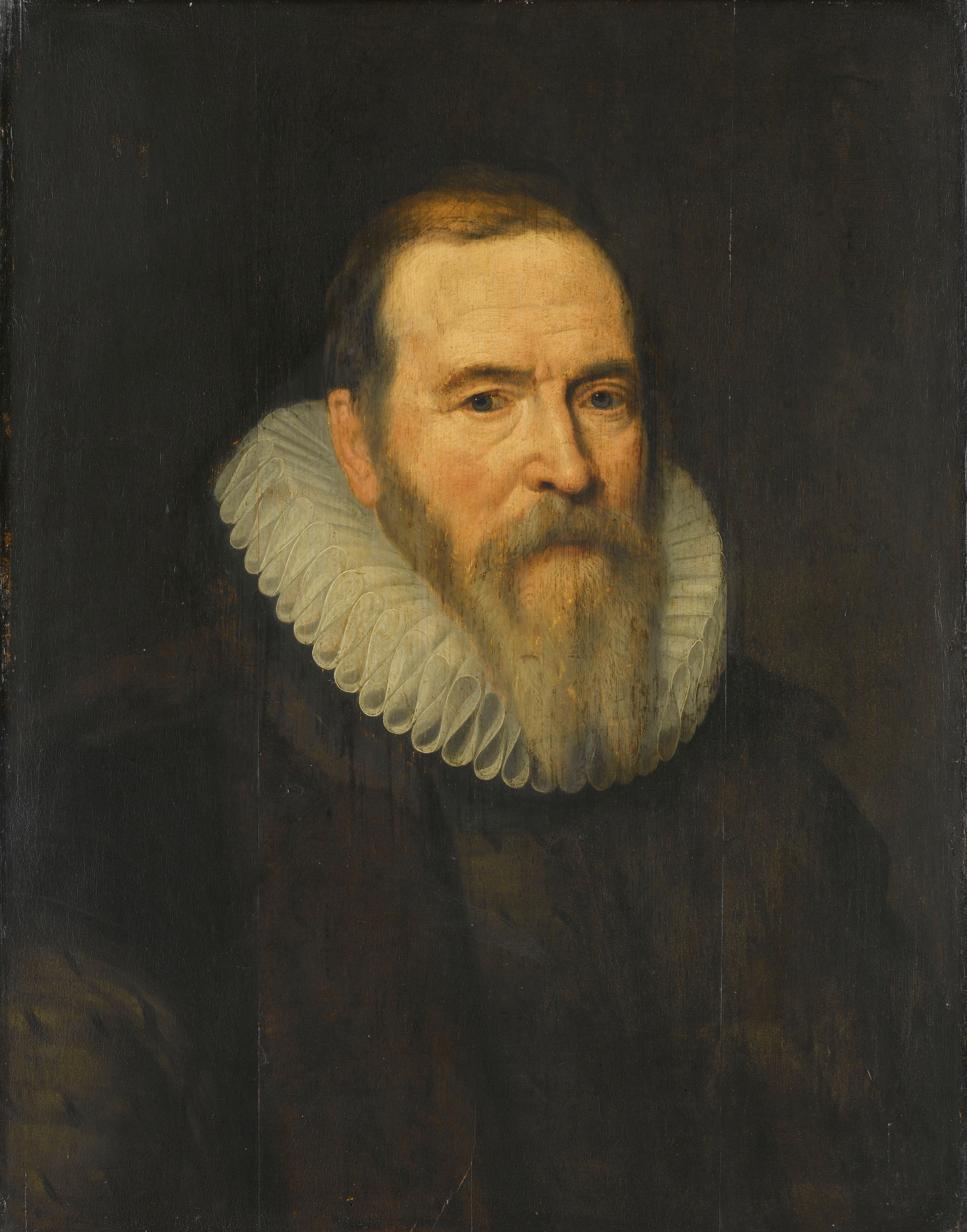
Michiel Jansz van Mierevelt, Portret Johana van Oldenbarnevelt

Wydarzenia polityczne w 1547 roku.

## Wydarzenia
- 16 stycznia Iwan IV Groźny ogłasza się carem[1].
- 19 stycznia Angielski arystokrata i poeta renesansowy Henry Howard, 3. hrabia Surrey, zostaje ścięty pod zarzutem uczestnictwa w spisku na życie króla Henryka VIII Tudora[2].
- 28 stycznia po śmierci ojca młodociany Edward VI Tudor zasiada na tronie Anglii[3].
- 31 marca Henryk II Walezjusz zostaje królem Francji[4].
- 24 kwietnia w bitwie pod Mühlbergiem cesarz Karol V Habsburg pokonuje wojska protestanckiego Związek szmalkaldzkiego[5].
- 10 września Anglicy pokonują Szkotów w bitwie pod Pinkie Cleugh[6].

## Urodzili się
- 8 lutego Girolamo Mattei, włoski kardynał[7].
- 24 lutego Juan de Austria, nieślubny syn cesarza Karola V Habsburga[8], dowódca w bitwa pod Lepanto w 1571.
- 14 września Johan van Oldenbarnevelt, holenderski polityk, landsadvocaat, ścięty w 1619[9].
- 29 października Zofia Wazówna, córka króla Szwecji Gustawa I Wazy[10].
- Krzysztof Radziwiłł Piorun, litewski magnat, wojewoda wileński i hetman polny[11].
- Adolf von Schwarzenberg, hrabia, generał cesarski[12].

## Zmarli
- 7 stycznia Albrecht VII, książę Meklemburgii[13].
- 28 stycznia Henryk VIII Tudor[14].
- 25 lutego Filipa de Guelders, księżna Lotaryngii[15].
- 31 marca Franciszek I Walezjusz, król Francji[16].
- 10 września Piotr Alojzy Farnese, włoski kondotier i książę Parmy[17].
- 17 października Fryderyk II legnicki, książę z dynastii Piastów[18].
- 2 grudnia Hernán Cortés, hiszpański konkwistador[19], zdobywca Meksyku[20].
- Maria of Nassau, ciotka Wilhelma I Cichego[21].